# John Prine
John Prine (Maywood, Illinois, 10 d'octubre de 1946 - Nashville, Tennessee, 7 d'abril de 2020) fou un cantautor de música country i folk estatunidenc amb un ampli èxit, tant de crítica com de públic.
Va ser actiu com a compositor, artista de gravació i intèrpret en directe des de principis dels anys 70 fins a la seva mort i era conegut per un estil sovint humorístic de música original que té elements de protesta i comentaris socials.
Àmpliament citat com un dels compositors més influents de la seva generació, Prine era conegut per les lletres humorístiques sobre l'amor, la vida i esdeveniments actuals, així com cançons serioses amb comentaris socials i cançons que recorden històries melancòliques de la seva vida.

## Premis Grammy
Va obtenir dues vegades el premi Grammy al millor àlbum de folk per The Missing Years (1991) i per Fair & Square (2005).
El 2020 va rebre el premi Grammy a la carrera artística.

## Discografia
| Any                                                        | Àlbum                                               | Posició a la llista de vendes | Posició a la llista de vendes | Posició a la llista de vendes | Posició a la llista de vendes | Posició a la llista de vendes | Posició a la llista de vendes | Segell   |
| Any                                                        | Àlbum                                               | US                            | US Country                    | US Indie                      | US Rock                       | US Folk                       | Canadà                        | Segell   |
| ---------------------------------------------------------- | --------------------------------------------------- | ----------------------------- | ----------------------------- | ----------------------------- | ----------------------------- | ----------------------------- | ----------------------------- | -------- |
| 1971                                                       | John Prine                                          | 55                            | —                             | —                             | —                             | —                             | —                             | Atlantic |
| 1972                                                       | Diamonds in the Rough                               | 148                           | —                             | —                             | —                             | —                             | —                             | Atlantic |
| 1973                                                       | Sweet Revenge                                       | 135                           | —                             | —                             | —                             | —                             | —                             | Atlantic |
| 1975                                                       | Common Sense                                        | 66                            | —                             | —                             | —                             | —                             | —                             | Atlantic |
| 1978                                                       | Bruised Orange                                      | 116                           | —                             | —                             | —                             | —                             | —                             | Asylum   |
| 1979                                                       | Pink Cadillac                                       | 152                           | —                             | —                             | —                             | —                             | —                             | Asylum   |
| 1980                                                       | Storm Windows                                       | 144                           | —                             | —                             | —                             | —                             | —                             | Asylum   |
| 1984                                                       | Aimless Love                                        | —                             | —                             | —                             | —                             | —                             | —                             | Oh Boy   |
| 1986                                                       | German Afternoons                                   | —                             | —                             | —                             | —                             | —                             | —                             | Oh Boy   |
| 1991                                                       | The Missing Anys                                    | —                             | —                             | —                             | —                             | —                             | —                             | Oh Boy   |
| 1993                                                       | A John Prine Christmas                              | —                             | —                             | —                             | —                             | —                             | —                             | Oh Boy   |
| 1995                                                       | Lost Dogs and Mixed Blessings                       | 159                           | —                             | —                             | —                             | —                             | —                             | Oh Boy   |
| 1999                                                       | In Spite of Ourselves                               | 197                           | 21                            | —                             | —                             | —                             | —                             | Oh Boy   |
| 2000                                                       | Souvenirs                                           | —                             | —                             | —                             | —                             | —                             | —                             | Oh Boy   |
| 2005                                                       | Fair & Square                                       | 55                            | —                             | 2                             | —                             | —                             | —                             | Oh Boy   |
| 2007                                                       | Standard Songs for Average People (amb Mac Wiseman) | —                             | —                             | 37                            | —                             | —                             | —                             | Oh Boy   |
| 2016                                                       | For Better, or Worse                                | 30                            | 2                             | 7                             | —                             | 5                             | —                             | Oh Boy   |
| 2018                                                       | The Tree of Forgiveness                             | 5                             | 2                             | 2                             | 2                             | 1                             | 26                            | Oh Boy   |
| "—" indica que l'àlbum no va arribar a la llista de vendes |                                                     |                               |                               |                               |                               |                               |                               |          |

| Any                                                        | Àlbum                    | Posició a la llista de vendes | Posició a la llista de vendes | Posició a la llista de vendes | Posició a la llista de vendes | Segell |
| Any                                                        | Àlbum                    | US                            | US Indie                      | US Rock                       | US Folk                       | Segell |
| ---------------------------------------------------------- | ------------------------ | ----------------------------- | ----------------------------- | ----------------------------- | ----------------------------- | ------ |
| 1988                                                       | John Prine Live          | —                             | —                             | —                             | —                             | Oh Boy |
| 1997                                                       | Live on Tour             | —                             | —                             | —                             | —                             | Oh Boy |
| 2010                                                       | In Person & On Stage     | 85                            | —                             | 27                            | 1                             | Oh Boy |
| 2011                                                       | Singing Mailman Delivers | 94                            | 20                            | 22                            | 4                             | Oh Boy |
| 2015                                                       | September '78            | —                             | —                             | —                             | —                             | Oh Boy |
| "—" indica que l'àlbum no va arribar a la llista de vendes |                          |                               |                               |                               |                               |        |

| Any  | Àlbum                                | Posició a llista vendes | Segell   |
| Any  | Àlbum                                | US                      | Segell   |
| ---- | ------------------------------------ | ----------------------- | -------- |
| 1976 | Prime Prine: The Best of John Prine  | 196                     | Atlantic |
| 1993 | Great Days: The John Prine Anthology | —                       | Rhino    |

| Any  | Cançó                     | Àlbum                                                                       |
| ---- | ------------------------- | --------------------------------------------------------------------------- |
| 1994 | "Lonely Just Like Me"     | Adios Amigo: A Tribute to Arthur Alexander                                  |
| 2010 | "This Guitar Is for Sale" | Twistable, Turnable Man: A Musical Tribute to the Songs of Shel Silverstein |

| Any  | Senzill                       | Artista             | Posició a llista vendes | Àlbum                              |
| Any  | Senzill                       | Artista             | US Country              | Àlbum                              |
| ---- | ----------------------------- | ------------------- | ----------------------- | ---------------------------------- |
| 1992 | Sweet Suzanne                 | Buzzin' Cousins     | 68                      | banda sonora de Falling from Grace |
| 2013 | Yes We Will                   | Maria Doyle Kennedy | –                       | Sing                               |
| 2020 | Memories                      | Swamp Dogg          | –                       | Sorry You Couldn't Make It         |
| 2020 | Please Let Me Go Around Again | Swamp Dogg          | –                       | Sorry You Couldn't Make It         |

| Any  | Títol                                        | Segell                     |
| ---- | -------------------------------------------- | -------------------------- |
| 2001 | John Prine – Live from Sessions at West 54th | Oh Boy Records Music Video |

| Any  | Video                                                     | Director                                  |
| ---- | --------------------------------------------------------- | ----------------------------------------- |
| 1992 | Picture Show                                              | Jim Shea                                  |
| 1992 | Sweet Suzanne (Buzzin' Cousins)                           | Marty Callner                             |
| 1993 | Speed of the Sound of Loneliness (amb Nanci Griffith)     | Rocky Schenck                             |
| 1995 | Ain't Hurtin' Nobody                                      | Jim Shea                                  |
| 2016 | Fish and Whistle (video amb la lletra)                    | Northman Creative                         |
| 2016 | I'm Telling You (amb Holly Williams)                      | Joshua Britt and Neilson Hubbard          |
| 2016 | Color of the Blues amb Susan Tedeschi                     | Joshua Britt and Neilson Hubbard          |
| 2017 | Sweet Revenge                                             | Oh Boy Records                            |
| 2017 | In Spite of Ourselves                                     | Oh Boy Records                            |
| 2018 | The Road to 'The Tree of Forgiveness'                     | Oh Boy Records                            |
| 2018 | Knockin' On Your Screen Door                              | David McClister                           |
| 2018 | Knockin' On Your Screen Door (video amb la lletra)        | David McClister                           |
| 2018 | God Only Knows (video amb la lletra)                      | Joshua Britt i Neilson Hubbard            |
| 2018 | Summer's End                                              | Kerrin Sheldon i Elaine McMillion Sheldon |
| 2018 | Summer's End (video amb la lletra)                        | Oh Boy Records                            |
| 2018 | When I Get to Heaven (video amb la lletra)                | Oh Boy Records                            |
| 2018 | Egg & Daughter Nite, Lincoln, Nebraska, 1967 (Crazy Bone) | Oh Boy Records                            |
| 2019 | My Old Kentucky Home, Goodnight                           | Oh Boy Records                            |